# Yuhai
Yuhai (chinesisch 玉海, Pinyin Yùhǎi – „Jademeer“) ist ein Leishu (Enzyklopädie), das von Wang Yinglin (1223–1296)  aus der Südlichen Song-Dynastie zusammengestellt wurde. Es umfasst insgesamt 200 Bände (juan) und ist unterteilt in 21 Kategorien (men) Astronomie, Geographie, Beamtenwesen (gongzhi), Lebensmittel u. a.
Das Yuhai wurde als Nachschlagewerk für die höchsten Staatsprüfungen zusammengestellt, ist aber sehr wertvoll, da es aus einer großen Anzahl von Büchern zitiert und tatsächliche Aufzeichnungen aus der Song-Dynastie verwendet, die heute nicht mehr verfügbar sind.
Das Yuhai wurde während der Song-Dynastie nicht veröffentlicht und erschien erstmals im 6. Jahr der Zhiyuan-Ära 至元 (Yuan Shundi 元顺帝) der Yuan-Dynastie (1340). Neben dem Yuhai enthält es das Cixue zhinan 辞学指南 (ein Glossar der Fachausdrücke) in 4 juan  sowie 61 juan von 13 weiteren Büchern von Wang Yinglin. Es wurde später im Jahr 1352 nachgedruckt. In der Ming- und der Qing-Dynastie wurde es mehrfach nachgedruckt und neu aufgelegt. Es ist auch im Siku quanshu enthalten.

## Gliederung
Das Yuhai ist folgendermaßen untergliedert (in ungefährer deutscher Übersetzung):
1.-5.  天文 Astronomie

6.-13.  律歷 Musik und Kalender

14.-25.  地理 Verwaltungsgeographie

26.-27.  帝學 Kaiserliche Richtlinien

28.-34.  聖文 Heilige Schriften

35.-63.  藝文 Literatur

64.-67.  詔令 Erlasse und Befehle

68.-77.  禮儀 Riten und Umgangsformen

78.-84.  車服 Streitwagen und Gewänder

85.-91.  器用 Werkzeuge und Utensilien

92.-102.  郊祀 Vorstädtische Opfergaben

103.-110.  音樂 Musik

111.-113.  學校 Schulen

114.-118.  選舉 Auswahl und Beförderung von Staatsbeamten

119.-135.  官制 Beamtensystem

136.-151.  兵制 Militärisches System

152.-154.  朝貢 Gerichtshonorare

155.-175.  宮室 Paläste und Häuser

176.-186.  食貨 Lebensmittel und Waren

187.-194.  兵捷 Militärischer Sieg

195.-200.  祥瑞 Vorzeichen und Omina

201.-204.  辭學指南 Begriffserläuterungen